# 白白的恩典
白白的恩典（英語：Free grace；也称白白恩典）是一种基督教救恩观，主张信心是得救的唯一条件，得救的人拥有永恒的安全，即他们不会失去救恩；这样的安全不依赖信徒的善行和坚忍，只依赖神的应许和保证。白白的恩典的倡导者们认为，善行并不是赚取救恩（如天主教所主张）的条件，也不是维持救恩（如阿米念主义所主张）的条件，也不是证明救恩（如加尔文主义所主张）的条件，而是作为基督门徒的要素和接受永恒奖赏的基础。这种救恩观区分了得救和作门徒 - 得救是相信基督为救主，接受永生的礼物；作门徒是跟随基督并顺服他 。白白的恩典神学家强调救恩的绝对免费性，救恩是白白得来的，因此信徒完全不需要基于自己的表现而确信自己有永生，只需基于神的话语就可确信自己有永生。与此相对的是，其他神学立场往往需要基于信徒的个人表现才能确信他们是否有永生。

## 支持者
- Charles Henry Mackintosh[8]
- 司可福[9]
- J. Vernon McGee[10]
- 雷历[11]
- Robert Lightner[12]
- Everett Harrison [13]
- Merrill Unger[14][15]
- 赞恩·C·霍奇斯[16][17]
- 倪柝声[18]
- Robert Wilkin[19]
- Charles Stanley[20]
- Jerry Vernon Lloyd
- Tony Evans[21]
- Chuck Swindoll[22]
- Robert Thieme
- William Newell[11][23]
- Lance Latham[24]
- David Anderson[3]
- Larry Moyer[25]
- Earl Radmacher[26]
- Charles Bing[27]
- Joseph Dillow[4]
- Fred Chay[28]
- J. Paul Tanner[29]
- Ralph Arnold [30]
- Shawn Lazar [31]
- Kenneth W. Yates [32]
- Andy Woods [33]
- John Niemelä [34]
- Dennis Rokser [35]
- Jack Hyles[36][37]
- Norman Geisler[38]
- Miles Stanford[38]
- R. T. Kendall[39]
- Anthony B. Badger [40]
- M.R. DeHaan[41]
- John R. Rice[42]
- Grant Hawley [43]
- Harry Ironside[44]

白白的恩典主要是由以下团体中的个人所宣讲：美南浸信会，独立浸信会， 普利茅斯弟兄会，一些无宗派的教会。

## 信仰内容

### 核心信仰
历史上白白的恩典的共同的核心信仰包括：
| 信仰                   | 解释 |
| ---------------------- | --- |
| 惟独信心               | 神宣告一个相信基督的人为义，这与信仰前后的行为无关。约翰福音3:14–17将相信耶稣比作以色列人在旷野望着铜蛇得到医治（参见《民数记》第21章）。 |
| 父子关系有别于亲密关系 | 仅凭信心，人就可以与神建立起永久的父子关系。当人相信时，就会有"新生"，这种属灵上的重生是无法撤销的。然而，这种家庭关系并不保证与神的亲密团契；要与神保持亲密关系，需要顺从。 |
| 称义有别于成圣         | 在神面前的称义是一种无条件的免费恩赐，仅凭信心就能获得；但是，成圣则需要对神的顺从。并非所有基督徒的成圣都能得到保证。只有所有基督徒最终被荣耀化到无罪状态的事情才能得到保证（罗马书8:30；腓立比书2:12）。 |
| 永恒的安全             | 人一旦相信耶稣基督是神和救主，无论他后来的行为如何，他都将与神共度永恒。神的永恒接纳是无条件的。加入神的家庭是永久的、不可撤销的礼物（罗马书11:29）。 |
| 得救的确据             | 每个基督徒都能对自己的永恒救恩产生确据，因为神称那些单单相信的人为义，并保证永恒的安全。 |
| 赏赐和管教             | 所有基督徒都将接受基督的审判，审判是根据他们的行为和对基督的效法程度。这被称为基督的审判台。这个审判并不涉及天堂或地狱，而是赏赐或暂时的惩罚。神作为父亲对他的孩子们的接纳是无条件给予的。然而，神只给那些顺从、服侍他的孩子们永恒的尊贵、荣耀和地位。好的父母会管教他们的孩子，不会支持有害的行为。同样，神也不会支持他的儿女的罪恶行为（希伯来书12:5-11）。 |

### 救恩论
白白的恩典神学以坚持惟独信心而著称，主张人得救与悔改、受洗或坚忍到底无关。这些行为对于获得永恒的奖赏是必要的，对于得救却不是必要的。白白的恩典的宣讲者们普遍一致认为，善行不能赢得永生，也不能维持永生，也不能证明人有永生。换言之，主耶稣慷慨地将永恒的救恩作为免费的礼物赐予那些相信他的人。白白的恩典神学家普遍坚持信徒的永恒安全，但他们否认每个信徒都必然会坚持信仰。因此，白白的恩典神学家认为，任何相信耶稣基督的人无论未来的行为如何——包括未来的罪行、不信或叛教——都将进入天堂，尽管犯罪或放弃信仰的基督徒将面临上帝的管教。但不是所有坚持白白的恩典神学的人都同意此观点，一些人认为，之后放弃信仰的人不会得救。但他们不是失去了救恩，而是一直就没有真正的救恩。他们的信是肤浅的信，是无根的信(路加福音8:13)，是为了今生利益的信。

### 悔改
与其他宗派的传统不同，白白的恩典神学家对悔改的观点大致可以归为三类：
- 大部分白白的恩典神学家，包括Harry A. Ironside，Lewis Sperry Chafer， Charles Ryrie， Walvoord， Pentecost， Charlie Bing等人，都认为悔改应被视为改变心意，而不是转离罪恶或对罪恶的悔恨。因此，在这个观点中，悔改被视为相信的同义词。[59] [60]

- 赞恩·C·霍奇斯、David Anderson、 Robert Wilkin 提出了第二种观点[61] ，悔改被定义为转离罪恶，但不是获得永生的条件，只有相信基督才是获得永生的条件。赞恩·霍奇斯在他的书《与神和谐》中提出了这个观点，他认为悔改不是得救的条件，而是与神团契和成圣的条件。

- 约瑟夫·迪洛（Joseph Dillow ）教导说悔改是指对罪恶的悔恨或后悔，在他看来，这是相信的必要前提条件。然而，迪洛拒绝了将悔改视为对基督的委身的观点。

### 基督的审判台
白白的恩典神学家对基督审判台前的永恒奖赏的教义给予了极大的重视。根据该神学，那些看似将称义与善行联系起来的经文，实际上指向永恒的奖赏，而非永恒的救恩。这种观点认为，个人将因着他们的服事程度获得不同的奖赏，这一解读基于哥林多前书，保罗提到有人得救，却“像从火里经过的一样”。恩典神学家将此理解为，那些没有服事基督的人会得救，但会丧失永恒的奖赏。 

### 神的管教
白白的恩典神学家认为，行为不义的信徒将会经历神严厉的管教。他们通常将希伯来书中的警告，如第10章和第6章的警告，解释为对背道的严厉惩戒的警告。

### 雅各书信和约翰书信
白白的恩典神学家对于善行作为得救的果子的角色有一些不同的观点，这主要是由于他们对雅各书的解释不同。大多数白白的恩典神学家，如鲍勃·威尔金、赞恩·霍奇斯、约瑟夫·迪洛等人，认为那些拥有雅各书2:17所提到的“死的信心”的人并非假的基督徒，他们认为这里的“死”指的是一种在今生和基督审判台前都无益的信仰，但并不暗示假信。因此，当雅各问“这信心能救他吗”(2:14)，此处的“救”被理解为从罪的暂时惩戒中得救（如赞恩·霍奇斯的观点），或者从奖赏的损失中得救（如查理·宾的观点），或者两者兼有（如约瑟夫·迪洛的观点）。这些神学家争辩说，雅各书在语境上并未谈论永恒的救恩。肯尼思·威尔逊认为，奥古斯丁在雅各书2章的观点上犯了错误，这导致人们认为“鬼魔的假信心”没有善行，而“真信心”必然带来善行。
与之不同的是，虽然查尔斯·赖瑞是白白的恩典神学家，但他认为信心自然会引导人行善，他解释说雅各书是在谈论永恒的得救。赖瑞却反对主权救恩神学(Lordship salvation)，认为信徒并不总是有果子，果子也不一定总是明显的。赖瑞补充说，信徒会在“某种程度上，某个时候，某个地方”有果子，但他同意“属肉体的基督徒”是存在的。
改革宗神学家经常将约翰一书视为一种测试，以便知道人是否被称义。然而，在白白的恩典神学中，这封书信被视为是测试人是否与上帝有团契。因此，白白的恩典神学家将约翰一书中的“知道”等词解释为亲密关系，而不是得救。

### 时代论
白白的恩典神学通常具有时代论的立场。一些白白的恩典神学家试图表明，白白的恩典神学是时代论的自然结果。但仍有一些非时代论神学家持有白白的恩典的救赎论观点。
根据戴夫·安德森的说法，白白的恩典神学与前千禧年主义联系更紧密，而不是与时代论的联系更紧密。

### 得救的确据
白白的恩典神学在得救的确据上有着独特的立场。所有白白的恩典的倡导者都认同，人能确信自己与上帝共度永恒是基于圣经的承诺，而不是基于个人的行为或在成圣道路上的进展。这一观点强烈区分了永生的礼物（伴随着因信称义）与门徒生活（顺从）。白白的恩典教导人们不需要通过自律行为或善行来换取上帝的永恒救赎；因此，人不能因犯罪或潜在的失败而失去救恩，此种确信是建立在圣经上，而不是对自我行为的反省上。得救的确信是基于基督的义赐予信徒（被归算的义），而不是基于成圣的增长。关于确信的内容，达拉斯神学院在其教义声明的第11条中总结了白白的恩典神学的普遍共识：
我们相信，所有相信基督、通过圣灵重生的人，从他们把耶稣作为救主的那一天起，都有一项特权，就是确信自己得救，这种确信不是基于虚幻地发现了自己有价值，或虚幻地发现了自己配得，而完全建立在圣经上，藉此激发祂的子民产生儿女般的爱、感恩和顺从（路加福音10:20；22:32；哥林多后书5:1, 6–8；提摩太后书1:12；希伯来书10:22；约翰一书5:13）。

### 信心的内容
在白白的恩典神学家中，对信心的对象有一些争议。赞恩·C·霍奇斯在晚年认为，信心是同意永生的应许；恩典福音社也持此观点。恩典福音社教导说，一个人要得救，不需要知道基督的神性、赎罪和基督的复活；一个人要成圣，需要知道这些 。但不是所有坚持白白的恩典神学的人都同意此观点。查尔斯·雷历、查理·宾、乔迪·迪洛等神学家认为，信心的对象是耶稣基督和他的工作  。关于基督的埋葬对于救赎是否是必需的，存在一些小规模的分歧。
白白的恩典神学家通常认为，在救赎中，“信心的质量”并不重要，只有信心的对象重要，正如查理·宾所说：“强调一个人的信心的质量必然意味着信心的对象被淡化”。

### 赎罪
白白的恩典神学家坚持无限赎罪(unlimited atonement) 和刑罚性的、替代性的赎罪(penal substitutionary atonement)。白白的恩典神学也区分了两种类型的饶恕，即地位上的饶恕和家庭内的饶恕：地位上的饶恕是通过单单相信而获得的，而家庭内的饶恕则通过认罪获得。家庭内的饶恕并不是为了得救，而是为了恢复与上帝的团契和亲密关系。

### 拣选
在白白的恩典神学中，对于拣选的观点确实存在多样性。以下是一些主要的观点：
- 温和加尔文主义：雷历和刘易斯·斯佩里·查费尔等人接受了加尔文主义关于拣选的温和形式[78]。
- 有条件的拣选：这是基于上帝的预知，认为上帝根据他预先知道的人的信仰来拣选他们。但持此观点的白白恩典神学家通常拒绝阿米念主义的其他教义。
- 团体拣选：认为上帝拣选的是一个团体，而不是个人。
- 服事拣选：肖恩·拉扎尔和恩典福音社等人教导，上帝的拣选总是为了服事的目的。[79][80]

### 与五点加尔文主义的比较
| 加尔文主义 | 白白的恩典 |
| --- | --- |
| 全然的败坏：人全然败坏，所以不能对神产生信心。 | 神赐给人能力做选择，他们能够选择相信神，相信基督（无需神注入信心）。                                                                                                 |
| 无条件的拣选：人无法靠自己来到神面前（神必须注入信心）。神先拣选了一些人，独立于被选之人的选择，将他们带到自己面前。                                                                                       | 神希望所有人都能相信他，而拣选是根据神对所有事件（包括信心）的预知。然而，少数恩典神学家相信无条件的拣选，例如查尔斯·雷历。                                          |
| 有限的赎罪: 神只拣选了一些人，所以基督的死只是为选民；他不是为所有人而死。 | 耶稣基督为所有人死，但是只对相信他的人有效力。 |
| 不可抗拒的恩典：人全然败坏，所以神必须将他的恩典强加于选民身上，使得他们不得不相信他。 | 人能抗拒神的恩典，也能接受他的恩典，无需神的胁迫。 |
| 圣徒的坚忍：确定你是否接受了无法抵抗的恩典并因此获得了得救的信心的唯一方式，就是观察你是否在顺从和善行上持续成长。顺从和善行是必然的，因为信心是上帝的礼物，所以信心必须是完美的，并最终能够塑造完美的人。 | 基督徒通过上帝的恩典获得永恒的安全，而与他们是否在善行中坚忍到底，在“恩典状态”中离世无关。在信仰上坚忍是信徒的选择，也是信徒在今生和永生中实现最大快乐和满足的途径。 |